# Ricanaumofo
Ricanaumofo is een dorp in het district Marowijne in Suriname. Het ligt aan de monding van de Ricanaukreek in de Cotticarivier en is via de rivier verbonden met Moengo.
In het dorp wonen rond de duizend inwoners. Er worden gewassen geteeld als pomtayer, Chinese tayer, gember en banaan. Het dorp is sinds 2018 aangesloten op het elektriciteitsnetwerk maar heeft geen schoon leidingwater. De bouw van de weg  waarvoor president Desi Bouterse in 2019 met een ceremonie het startsein gaf is daarna niet van start gegaan. In april 2021 werd de ceremonie voor de asfaltering van de Wilfred Roland Vervuurtweg herhaald onder aanwezigheid van president Chan Santokhi, minister Riad Nurmohamed en districtscommissaris Olivia Domini.
De voetbalclub van Ricanaumofo komt uit in het Inter-districtentoernooi.